# 11457 Hitomikobayashi
11457 Hitomikobayashi è un asteroide della fascia principale. Scoperto nel 1981, presenta un'orbita caratterizzata da un semiasse maggiore pari a 2,2870448 UA e da un'eccentricità di 0,1276172, inclinata di 5,09768° rispetto all'eclittica.